# Katalog Guma
Katalog Guma – katalog astronomiczny obszarów H II zestawiony przez australijskiego astronoma Colina Stanleya Guma (1924-1960). Pracując w Australii w obserwatorium Mount Stromlo wykonał on pierwszy kompletny przegląd obszarów H II widocznych z półkuli południowej. Zebrane dane zostały opublikowane w jego katalogu mgławic w 1955 roku. Katalog Guma w dużej mierze został zastąpiony przez Katalog RCW opublikowany w 1960 roku, jednak wiele obszarów H II w dalszym ciągu nosi numery katalogu Guma. Katalog Guma zawiera 85 obiektów astronomicznych.

## Wybrane obiekty katalogu
- Gum 12 – Mgławica Guma
- Gum 19
- Gum 22
- Gum 29
- Gum 47
- Gum 53
- Gum 56 – Mgławica Krewetka
- Gum 58
- Gum 60